# SN 2005dy
SN 2005dy – supernowa typu II odkryta 7 września 2005 roku w galaktyce UGC 3042. W momencie odkrycia miała maksymalną jasność 19,00m.